# Sazonalidade turística
A sazonalidade turística ou sazonalidade da demanda turística é um fenómeno que é caracterizado pela instabilidade entre oferta e demanda nos determinados períodos do ano, mais especificamente, no caso do turismo, conhecidos como épocas de alta e baixa estação. 
Estações do ano, férias escolares e de trabalho e poder aquisitivo são factores que podem influenciar a sazonalidade da demanda turística.
A sazonalidade é indesejável, pois, nas épocas de baixa estação, pode causar falências de empresas e, consequentemente, desempregos. Durante a alta estação, ela pode gerar inflação no núcleo receptor. O ideal é que haja equilíbrio entre oferta e demanda durante todo o ano, evitando assim a sazonalidade e os fatores prejudiciais à atividade turística que são por ela causados.
Sazonalidade turística é um termo não muito usado pela população comum, sendo entendida mais profundamente pelos turista, gestores hoteleiros ou pessoas ligadas ao turismo e a hotelaria.